# Región de Guémon
Guémon es una de las treinta y una regiones de Costa de Marfil. En mayo de 2014 tenía una población censada de 919 392 habitantes. Está formada por los siguientes departamentos, que se muestran igualmente con población de mayo de 2014:
- Bangolo 318,129
- Duékoué 408,148
- Facobly 76,507
- Kouibly 116,608[1]